# اکسی‌توسین
اکسی‌توسین یک هورمون‌های پپتیدی و نوروپپتید است که به‌طور طبیعی در هیپوتالاموس تولید و از هیپوفیز پسین ترشح می‌شود. این هورمون که از مراحل اولیه تکامل در جانوران وجود داشته است، در انسان نقشی کلیدی در رفتارهایی مانند پیوند انسانی، عشق، تولیدمثل، زایمان و دوران پس از زایمان ایفا می‌کند. اکسی‌توسین به‌عنوان یک هورمون در جریان خون ترشح می‌شود و در پاسخ به آمیزش جنسی در انسان و در حین زایمان آزاد می‌شود. این ماده همچنین به‌عنوان اکسی‌توسین در دسترس است. در هر دو حالت، اکسی‌توسین موجب تحریک انقباضات رحمی شده و فرایند زایمان را تسریع می‌کند.
در شکل طبیعی خود، این هورمون در پیوند مادرانه و تولید شیر نیز نقش دارد. تولید و ترشح اکسی‌توسین توسط یک بازخورد مثبت کنترل می‌شود، به این صورت که ترشح اولیه آن باعث تحریک تولید و آزادسازی بیشتر اکسی‌توسین می‌شود. برای مثال، هنگام آغاز زایمان، انقباض‌های رحمی باعث ترشح اکسی‌توسین می‌شوند که این خود موجب افزایش شدت و تعداد انقباضات می‌گردد. این فرایند تا زمانی که فعالیت تحریک‌کننده متوقف شود، ادامه می‌یابد. یک روند مشابه نیز در شیردهی و در حین فعالیت جنسی رخ می‌دهد.
اکسی‌توسین از طریق تجزیه آنزیمی پیش‌ساز پروتئینی که توسط ژن انسانی OXT کدگذاری می‌شود، به دست می‌آید. ساختار پیشنهادی پپتید فعال آن به شرح زیر است:
سیستئین – تیروزین – ایزولوسین – گلوتامین – آسپاراژین – Cys – پرولین – لوسین – گلایسین – NH2, یا CYIQNCPLG-NH2.

## ریشه‌شناسی
اصطلاح «اکسی‌توسین» از واژه یونانی ὠκυτόκος (ōkutókos) گرفته شده که از ترکیب ὀξύς (oxús) به معنی «تیز» یا «سریع» و τόκος (tókos) به معنی «زایمان» تشکیل شده است. شکل صفت آن «اکسی‌توسیک» است که به داروهایی که موجب تحریک انقباضات رحمی شده و فرایند زایمان را تسریع می‌کنند، اشاره دارد. به‌طور غیررسمی، از اکسی‌توسین با عنوان «هورمون در آغوش گرفتن» یا «مولکول اخلاق» یاد شده است که این اصطلاحات نادرست در نظر گرفته شده‌اند.

## تاریخچه
خواص انقباضی رحم توسط ماده‌ای که بعدها اکسی‌توسین نام گرفت، در سال ۱۹۰۶ توسط داروساز بریتانیایی هنری هلت دیل کشف شد. خاصیت ترشح شیر این ماده در سال ۱۹۱۰ توسط ات و اسکات و در سال ۱۹۱۱ توسط شافر و مک‌کنزی شرح داده شد. در سال ۱۹۰۹، اولین استفاده بالینی از اکسی‌توسین توسط ویلیام بلر-بل برای القای زایمان در بیماران دارای عوارض انجام شد.
در دهه ۱۹۲۰، اکسی‌توسین و وازوپرسین از بافت هیپوفیز استخراج و نام‌های کنونی‌شان برای آن‌ها تعیین شد. ساختار مولکولی اکسی‌توسین در سال ۱۹۵۲ مشخص شد. در اوایل دهه ۱۹۵۰، زیست‌شیمی‌دان آمریکایی وینسنت دو وینیو کشف کرد که اکسی‌توسین از نه آمینو اسید تشکیل شده است و توالی آمینواسیدی آن را شناسایی کرد که این نخستین پپتید هورمونی بود که توالی‌یابی می‌شد. در سال ۱۹۵۳، دو وینیو سنتز اکسی‌توسین را انجام داد که نخستین هورمون پلی‌پپتیدی بود که به‌طور مصنوعی ساخته شد. دو وینیو در سال ۱۹۵۵ برای این کار برنده جایزه نوبل شیمی شد. در دهه‌های بعد، پژوهش‌های بیشتری دربارهٔ روش‌های سنتز مختلف برای اکسی‌توسین و تهیه آنالوگ‌های این هورمون (مانند 4-deamido-oxytocin) توسط ایفیژنی فوتاکی انجام شد.

## بیوشیمی
استروژن باعث افزایش ترشح اکسی‌توسین و افزایش بیان ژن گیرنده آن، یعنی گیرندهٔ اکسی‌توسین در مغز می‌شود. در زنان، یک دوز منفرد از استرادیول برای افزایش غلظت اکسی‌توسین در گردش خون کافی تشخیص داده شده است.

### بیوسنتز
اکسی‌توسین و وازوپرسین تنها هورمون‌های شناخته‌شده‌ای هستند که توسط غدهٔ هیپوفیز پسین انسان ترشح شده و به‌صورت دوربرد عمل می‌کنند. بااین‌حال، نورون‌های تولیدکنندهٔ اکسی‌توسین، پپتیدهای دیگری ازجمله هورمون آزادکننده کورتیکوتروپین و دی‌نورفین نیز تولید می‌کنند که به‌صورت موضعی عمل می‌کنند. نورون‌های نورون بزرگ‌سلولی که اکسی‌توسین تولید می‌کنند، در کنار نورون‌های بزرگ‌سلولی تولیدکنندهٔ وازوپرسین قرار دارند و از بسیاری جهات مشابه هستند.

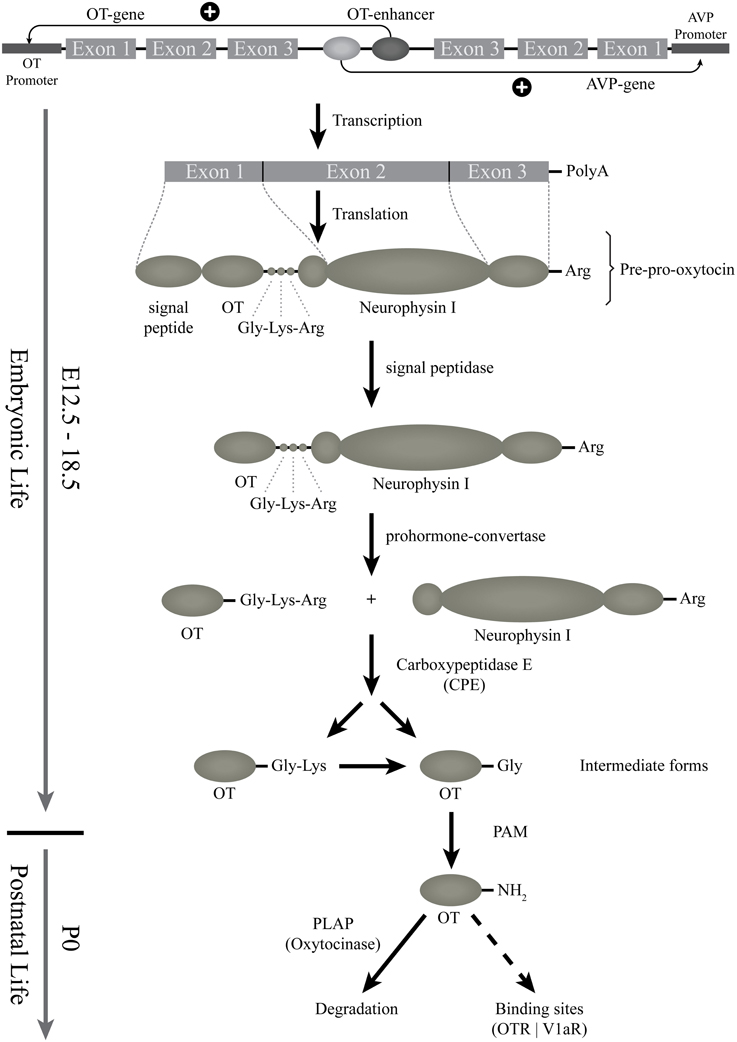
زیست‌سنتز انواع مختلف اکسی‌توسین

پپتید اکسی‌توسین به‌عنوان یک پروتئین پیش‌ساز غیرفعال از ژن OXT ساخته می‌شود. این پروتئین پیش‌ساز شامل پروتئین حامل اکسی‌توسین، یعنی نوروفیزین I نیز هست.
پروتئین پیش‌ساز غیرفعال به‌تدریج در فرایند آبکافت به قطعات کوچک‌تر تجزیه می‌شود (که یکی از این قطعات نوروفیزین I است) و این فرایند توسط مجموعه‌ای از آنزیم‌ها انجام می‌گیرد. آخرین مرحلهٔ آبکافت که اکسی‌توسین فعال را آزاد می‌کند، توسط آنزیم مونوکسیژناز آلفا-آمیدکنندهٔ پپتیدیل‌گلیسین (PAM) کاتالیز می‌شود.
فعالیت سامانهٔ آنزیمی PAM وابسته به ویتامین ث (اسید اسکوربیک) است که به‌عنوان یک کوفاکتور ضروری عمل می‌کند. جالب اینجاست که اسکوربات سدیم به‌تنهایی قادر است تولید اکسی‌توسین را در بافت تخمدان به‌صورت وابسته به دوز تحریک کند. بسیاری از بافت‌های مشابه (مانند تخمدان‌ها، بیضه‌ها، چشم‌ها، غدد فوق کلیوی، جفت، تیموس، لوزالمعده) که PAM (و در نتیجه اکسی‌توسین) در آن‌ها یافت می‌شود، به‌طور هم‌زمان غلظت‌های بالاتری از ویتامین C را نیز ذخیره می‌کنند.
اکسی‌توسین توسط آنزیم اکسی‌توسیناز، یعنی leucyl/cystinyl aminopeptidase متابولیزه می‌شود. آنزیم‌های دیگری نیز برای تجزیه اکسی‌توسین شناخته شده‌اند.